# Ордынка (Краснодарский край)
Ордынка — село в Лазаревском районе муниципального образования город-курорт Сочи Краснодарского края России. Входит в состав Волковского сельского округа.

## География
Село находится в юго-восточной части края, в предгорной зоне Причерноморского побережья, в долине реки Восточный Дагомыс.

## История
Согласно Закону Краснодарского края от 1 апреля 2004 года № 679-КЗ село Ордынка вошло в состав образованного муниципального образования город-курорт Сочи.

## Население
| 1926 | 2002 | 2010 |
| ---- | ---- | ---- |
| 94   | ↗387 | ↗405 |

Национальный состав
Согласно результатам переписи 2002 года, в национальной структуре населения армяне составляли 72 %, русские	26 % от 387 жителей.

## Инфраструктура
Инфекционная больница № 2.
Развит туризм.

## Транспорт
Доступен автомобильный транспорт. Остановки автобусных маршрутов 147 и 169 (на декабрь 2019).